# Opsaridium microlepis
Espèce
Statut de conservation UICN

 VU  : Vulnérable
La truite lacustre (Opsaridium microlepis) est une espèce de poisson à nageoires rayonnées de la famille des Cyprinidés. On la trouve au Malawi, au Mozambique et en Tanzanie. Ses habitats naturels sont les rivières et les lacs d'eau douce.